# Jesús del Monte (Michoacán)
Jesús del Monte o La Capilla es una localidad situada en el municipio de Morelia en el estado de Michoacán.

## Historia
Los antiguos habitantes del pueblo fueron los matlatzinca o pirindas, grupo humano que compartía una lengua y una serie de prácticas culturales y que emigró desde épocas remotas del  de valleToluca. Matlatl significa red, zintli es una partícula reverencial que se utiliza para señalar señorío y catl es un gentilicio; así: matlalzincatl sería “los señores de las redes” o “los que hacen redes”. El mismo grupo humano fue llamado pirindas por los tarascos. En 1400 el Cazonci Tzitzispandáquare, gobernante tarasco, hizo algunas incursiones a Toluca y Xocotitlán, llevaba entre sus huestes a varios miles de matlatzincas que huyeron de la conquista de su territorio hecha por el señor de México, Axayácatl, quien intentó varias veces la conquista de Taximaroa (ahora llamada Ciudad Hidalgo) y fue vencido por los tarascos y sus aliados matlatzinca; en retribución los matlatzinca recibieron varios pueblos, Charo, Undameo, Santa María de los Altos y Jesús del Monte. Esos pueblos servían de escudo humano que amortiguaba los golpes e incursiones de los mexica y de los indígenas nómadas del norte, llamados chichimeca. 
Época colonia
Una vez destruida la ciudad de México-Tenochtitlan y rendidos los mexicas. Hernán Cortez buscó una salida al Mar del Sur para poder comerciar con Asia; además, encontrar las minas de oro que le decían estaban en Cihuatlán, más al oeste. Necesitaba además, iniciar la conquista de Michoacán, señorío que entonces era igual en lo militar al de los mexicas y que se encontraba como un obstáculo para llegar al mar y a las minas de Colima; por ello, envío al capitán Olid con 70 hombres de a caballo, 200 peones con armas y artillería, además de varios miles de aliados tlaxcaltecas. 
Al terminar la guerra de conquista Charo se convirtió en una encomienda de Hernán Cortes y los pueblos matlatzinca fueron adoctrinados por los padres agustinos. En Charo, como capital del antiguo señorío, se edificó un convento, en tanto, Etúcuaro, Undameo, Santa María y Jesús del Monte fueron visitas agustinas, es decir, los frailes residentes en los conventos de Valladolid y de Tiripetío iban cada ocho días a administrarles los sacramentos, a celebrar misa y a doctrinarlos, en especial en los días de fiesta de los santos patronos. 
En esos años de fines del siglo XVI los matlatzinca (o pirinda) de Jesús del Monte se ocupaban de proveer de leña y madera a la ciudad de Valladolid, la cual crecía por el cambio de la sede del obispo, que antes estaba en Pátzcuaro. A los pirindas se les mandó congregarse en la ciudad; pero se opusieron, con el argumento de que tal acción los alejaba de su fuente de trabajo; que perderían los terrenos de cultivo de donde se alimentaban y la miel de sus colmenas; además, estaban a menos de media legua de la ciudad y eran administrados con mucha facilidad por los religiosos agustinos que tenían convento en Valladolid. El virrey Marques de Montesclaros decidió dejarlos en su sitio, con ello, los pueblos del sur pudieron existir hasta la actualidad y no desaparecieron como sucedió con los barrios de la ciudad. 
A fines del siglo XVII ocurrieron una serie de cambios que marcaron profundamente a las comunidades indígenas. Se instituyeron las Repúblicas Indias a semejanza de los ayuntamientos españoles, con su cabildo. Se ordenó que cada pueblo cabecera pudiera elegir entre sus habitantes a un gobernador, un alcalde y un regidor; claro, no fueron electos miembros del pueblo bajo, el gobierno recayó o en la nobleza indígena. En 1635 el cabildo, de la República de Indios de Santa María, se conformó de la siguiente manera: don Gregorio Basalenque fue electo como alcalde de los pueblos de Santa María y Jesús del Monte, Pedro Agustín era alcalde del pueblo de Santiago Necotlán, Miguel Pedro era el regidor de Santa María, Agustín Francisco era el regidor de Necotlán, Francisco Juan era regidor del pueblo de Jesús, y Juan el alguacil mayor, don Bonifacio Sebastián y don Juan Mathías era principales de dichos pueblos. La población indígena de los pueblos del sur de Valladolid, incluida la de Jesús del Monte, se fue mestizando con los negros y mulatos sirvientes de la ciudad, y con los vaqueros mestizos y mulatos de las haciendas que la rodeaban, hasta transformarse en mestiza. En 1619 vivían Jesús del Monte unas 75 personas. Muy cerca, en lo que ahora es el club Campestre, estaba El Batán y obraje del alférez de la ciudad, don Joseph de Figueroa; en su huerta y molino donde vivían ya 60 mulatos, negros esclavos, hombres y mujeres, casados y solteros; con ello comenzó el contacto intercultural entre las castas. 
En 1635 los indios de Santa María, Jesús del Monte y Santiago Necotlán se quejaron ante la máxima autoridad de la ciudad de Valladolid, el teniente de alcalde mayor Gerónimo Magdaleno de Mendoza, de los abusos a que eran sometidos por las personas mucha facilidad por los religiosos agustinos que tenían convento en Valladolid. El virrey Marques de Montesclaros decidió dejarlos en su sitio, con ello, los pueblos del sur pudieron existir hasta la actualidad y no desaparecieron como sucedió con los barrios de la ciudad. A fines del siglo XVII ocurrieron una serie de cambios que marcaron profundamente a las comunidades indígenas. Se instituyeron las Repúblicas Indias a semejanza de los ayuntamientos españoles, con su cabildo. Se ordenó que cada pueblo cabecera pudiera elegir entre sus habitantes a un gobernador, un alcalde y un regidor; claro, no fueron electos miembros del pueblo bajo, el gobierno recayó o en la nobleza indígena. En 1635 el cabildo, de la República de Indios de Santa María, se conformó de la siguiente manera: don Gregorio Basalenque fue electo como alcalde de los pueblos de Santa María y Jesús del Monte, Pedro Agustín era alcalde del pueblo de Santiago Necotlán, Miguel Pedro era el regidor de Santa María, Agustín Francisco era el regidor de Necotlán, Francisco Juan era regidor del pueblo de Jesús, y Juan el alguacil mayor, don Bonifacio Sebastián y don Juan Mathías era principales de dichos pueblos. 
La población indígena de los pueblos del sur de Valladolid, incluida la de Jesús del Monte, se fue mestizando con los negros y mulatos sirvientes de la ciudad, y con los vaqueros mestizos y mulatos de las haciendas que la rodeaban, hasta transformarse en mestiza.
En 1635 los indios de Santa María, Jesús del Monte y Santiago Necotlán se quejaron ante la máxima autoridad de la ciudad de Valladolid, el teniente de alcalde mayor Gerónimo Magdaleno de Mendoza, de los abusos a que eran sometidos por las personas que compraban los maíces de los reales tributos de la Provincia de Michoacán, pues eludían el tiempo en que deberían cobrarlos (sobre todo en los años abundantes, cuando no tenía valor) y lo hacían cuando había escasez, cobrando entonces en dinero. Ese año, por ejemplo, el recaudador no había recogido el maíz, con lo cual existía el peligro de que éste se echara a perder comido por el gorgojo, y que entonces, acudiera dándoles molestias, pues los mandaba aprehender y les hacía pagar las costas del juicio. Lo anterior no era hipotético, el año de 1633 les había hecho ya esa trastada: no fue a cobrarlo porque hubo mucho y no tenía valor, por lo que se perdieron los granos que tenían en una troje en Santiago Undameo, pues es semilla que entrando las aguas en ésta tierra no se puede guardar porque con la humedad se pudre y se come de gorgojo; pero al año siguiente hubo sequía, el maíz no se encontraba en la provincia y debieron salir a comprarlo fuera de ella muy caro, entonces fue el recaudador y les obligó a pagarlo en dinero, justo cuando morían las personas por hambre. Lo cual ocasionaba problemas a los oficiales de la República encargados de recoger el tributo, ya que las listas debían actualizarse anualmente para evitar que los vivos pagaran por los muertos. 
Otra fuente de disturbios entre la población nativa de Patziyegui o Guayangareo, fueron los conflictos que tuvo por tierras con las haciendas y con el convento de agustinos de Valladolid. La orden de los ermitaños fue una de las que más posesiones y poderío económico tuvo en el Obispado de Michoacán; tal crecimiento se debió al trabajo no remunerado de los indios que administraban en lo espiritual y explotaban en lo material, a los cuales despojaron de sus tierras.

## Población
Jesús del Monte posee una población de 8,995 habitantes. 
| Año  | Habitantes Mujeres | Habitantes hombres | Total habitantes |
| ---- | ------------------ | ------------------ | ---------------- |
| 2020 | 4578               | 4417               | 8995             |
| 2010 | 2108               | 2074               | 4182             |
| 2005 | 1523               | 1466               | 2989             |

## Geografía
Lo puedes encontrar a 6.6 kilómetros, en dirección Noreste, de la ciudad de Morelia, la cual tiene la mayor población dentro del municipio. Jesús del Monte (La Capilla) está a 2,142 metros de altitud.

## Hechos relevantes
- En 1619 vivían Jesús del Monte unas 75 personas. Muy cerca, en lo que ahora es el club Campestre, estaba El Batán y obraje del alférez de la ciudad, don Joseph de Figueroa; en su huerta y molino donde vivían ya 60 mulatos, negros esclavos, hombres y mujeres, casados y solteros; con ello comenzó el contacto intercultural entre las castas.

- En el año de 1925, siendo presidente de la república el Sr. Plutarco Elías Calles, se cedió esta loma llamada “Loma de Borucas” a un grupo de campesinos los cuales era los esclavos de la “Hacienda la Huerta”.
- En la visita del Presidente a la inauguración de la escuela Agrícola de la Huerta, el 3 de octubre de 1925, ya se habían organizado un grupo de campesinos, nombrando como su representante al C. Valente Ochoa, el cual habló con Plutarco Elías Calles para que se les diera un lugar para sus viviendas, ya que el Sr. Director de la escuela la Huertazas había dado el aviso para que desalojaran el área que estaban invadiendo del plantel de dicha escuela; una vez que el Sr. Presidente escucho la solicitud, les pregunto que si tenían algún lugar que les gustara para que fundaran su poblado y le propusieron la “Loma de Borucas”, El Presidente Plutarco Elías Calles de esta forma se los regaló para que fundaran el poblado este regalo.
- Plutarco Elías Calles también ordenó se les cedieran el potrero de “Borucas” y el potrero de “Santa Monica ANTA”,hoy presa de Cointzio.
- La tenencia de Morelos se encuentra a unos 3 KM de la ciudad de Morelia colindando al norte con la ciudad de Morelia y con la parte rural de la misma, al sur con Santiago Undameo y Atécuaro, al este con Santiago Undameo y San Nicolás Obispo y al oeste con Santa María de Guido.